# 大相撲マガジン
『大相撲マガジン』（おおずもうマガジン）は、スカイ・A sports+で放送されている大相撲の情報番組である。原則として大相撲本場所（初場所・夏場所・秋場所）開幕前の週末に1時間放送される。
日本相撲協会の親方が前回の本場所をダイジェストで振り返り、各回の本場所の見所を解説する。